# Železniční trať Staňkov–Poběžovice
Železniční trať Staňkov–Poběžovice (v jízdním řádu pro cestující označená číslem 182) je jednokolejná regionální trať. Provoz na trati byl zahájen v roce 1900.

## Navazující tratě

### Staňkov-Vránov
- Železniční trať Plzeň – Furth im Wald (Plzeň hlavní nádraží – Plzeň-Jižní Předměstí – Nýřany – Staňkov – Domažlice – Česká Kubice st. hr. – Furth im Wald DB)

### Poběžovice
- Železniční trať Domažlice – Planá u Mariánských Lázní (Domažlice – Poběžovice – Bor – Planá u Mariánských Lázní)

## Stanice a zastávky
Od prosince 2019 nezastavuje v zastávce Semošice-Peřina žádný vlak.

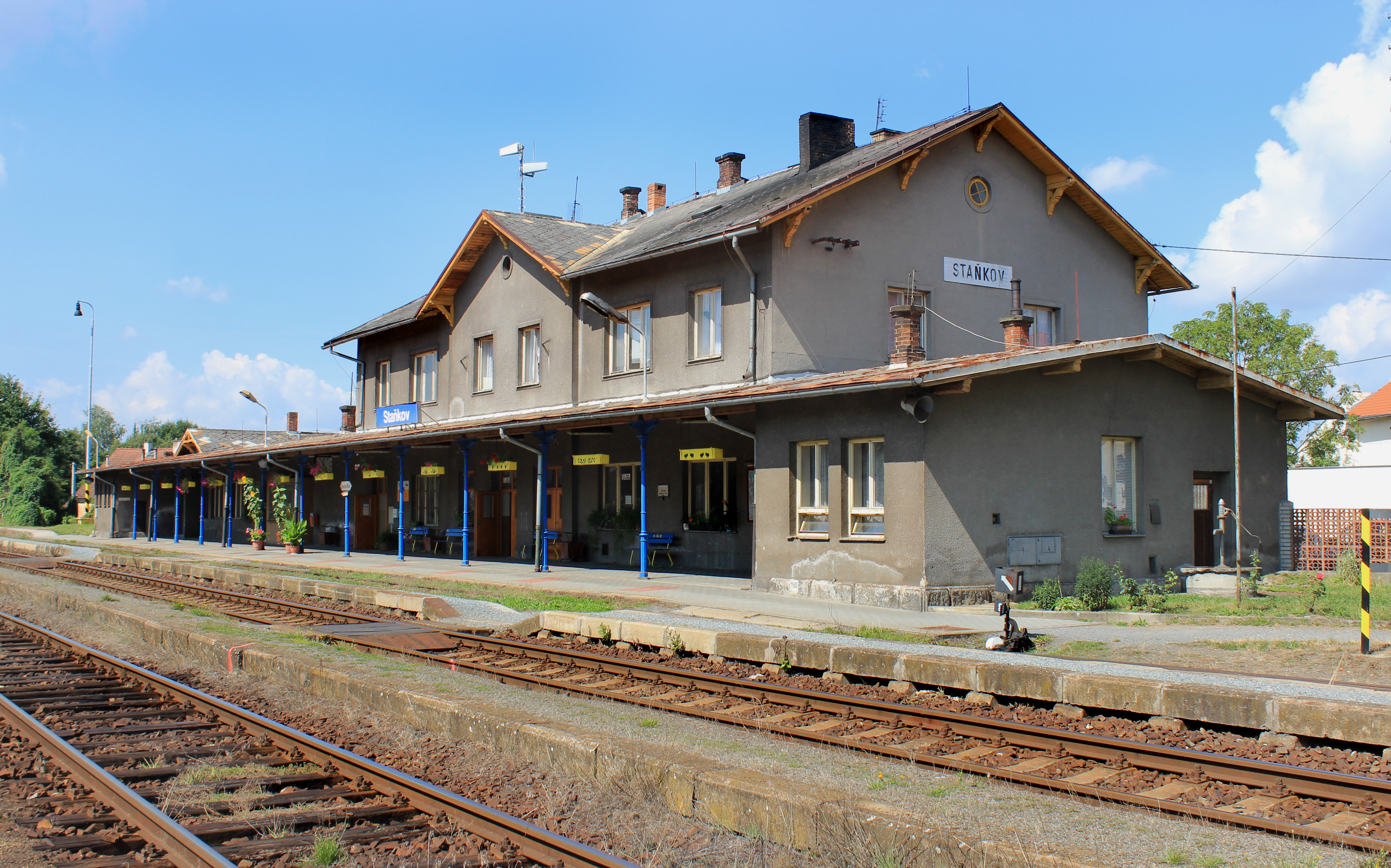
Staňkov
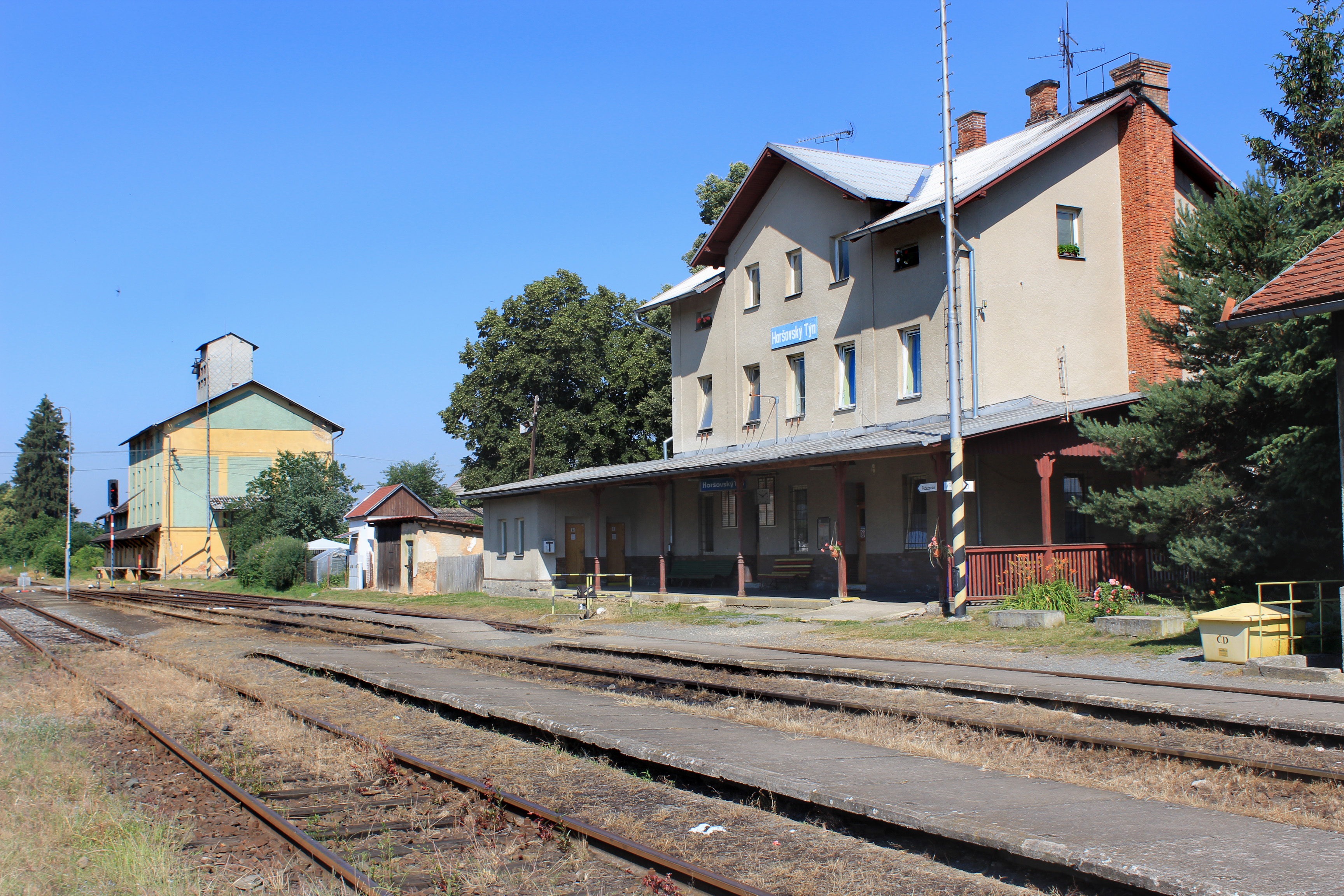
Horšovský Týn
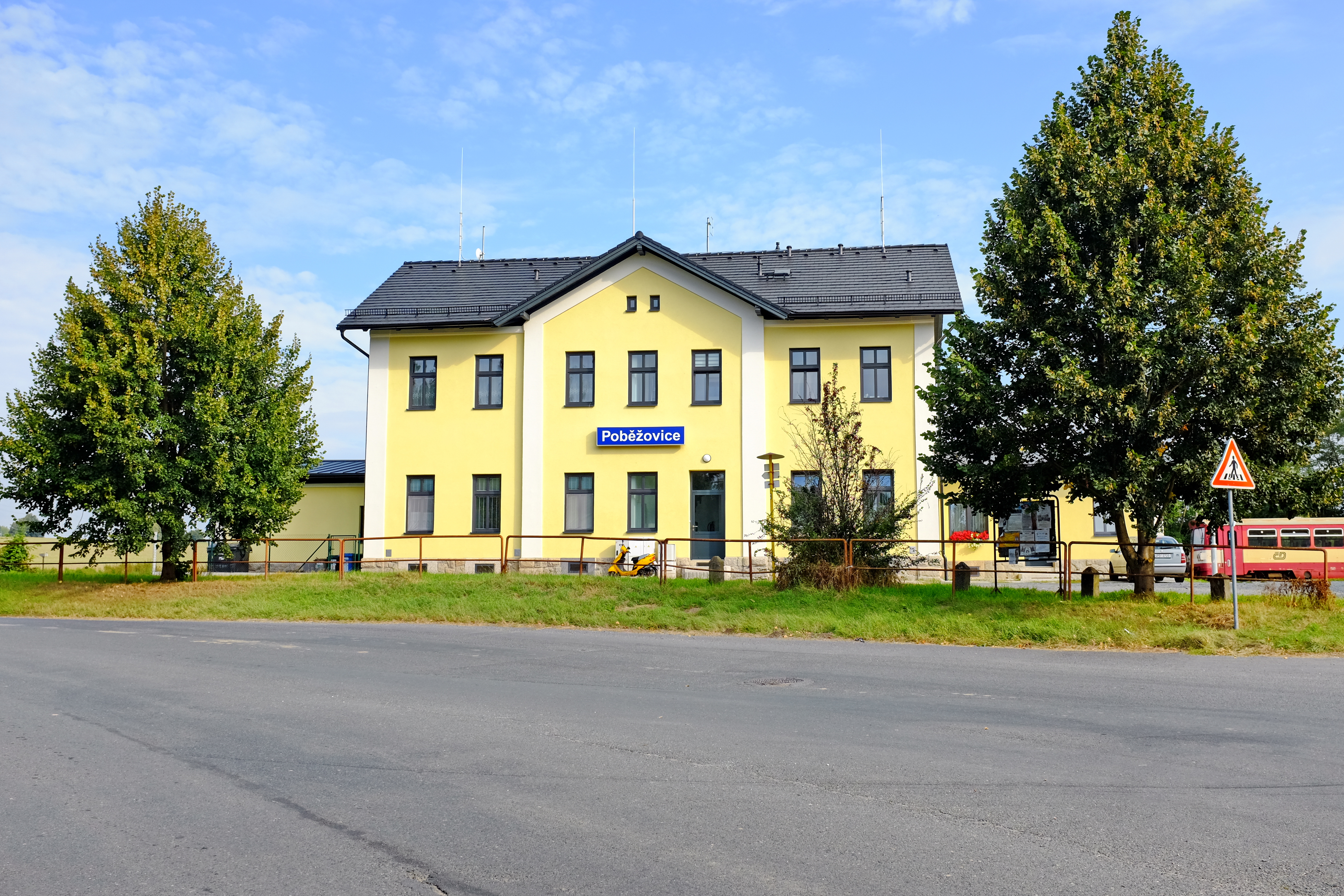
Poběžovice